# Tereka velká
Tereka velká (Podocnemis expansa), nazývaná též želva amazonská nebo želva arrau, je největší želva z podřádu skrytohlavých a největší sladkovodní želva z Jižní Ameriky.

## Rozšíření
Vyskytuje se v povodí řek Amazonky, Orinoka a Essequiba v Brazílii, Bolívii, Peru, Ekvádoru, Kolumbii, Venezuele a Guyaně. Občas, zpravidla po povodních, se jednotlivě objevuje i na ostrově Trinidadu.

## Popis a chování
Tereka velká je největší říční želvou světa: dosahuje hmotnosti až 90 kg a délky krunýře až 1,07 metru. Obvykle je však daleko menší. Průměrná dospělá samice má délku krunýře 64–71 cm a průměrný dospělý samec 40–50 cm. Z toho vyplývá, že samci bývají většinou menší než samice, mají však delší ocas. Karapax je široký a vyklenutý; díky němu dovede želva aktivně plavat v říčním proudu. Barva je olivově zelená nebo hnědá, ovlivněná řasami na krunýři. 
Dospělá tereka se živí téměř výhradně rostlinnou potravou (ovoce, semena, listy, řasy), požírá však také sladkovodní houbovce, vejce a zdechliny. Mladí jedinci se živí i rybami. Druh je aktivní zejména ve dne. 
Na souš zpravidla vystupují pouze v době hnízdění, a jsou v tu dobu velice plaché. Při prvním náznaku nebezpečí prchají do vody.

### Rozmnožování, dožití
Před dobou páření tereky velké migrují na místa, kde nakladou vejce. Ke spáření dochází ve vodě. Před hnízděním a během něho se často vyhřívají na slunci, zpravidla ve skupinách. Usuzuje se, že teplo urychluje u samic ovulaci. V jinou dobu nebývá tento druh na souši pozorován. Samice během noci položí 75–123 vajec do hnízda, vyhrabaného v písku, hlubokého 60–80 cm. Z nich se přibližně po 50 dnech líhnou asi 5 cm dlouhá mláďata, která ihned směřují do vody, aby unikla predátorům. Čím vyšší jsou teploty, tím více se líhne samic, naopak při nižších teplotách se vyklube větší počet samců. Úspěšnost líhnutí bývá vysoká (v průměru 83 %), v důsledku zájmu predátorů však pouze asi 5 % mláďat doputuje do pastvišť dospělců. Ve volné přírodě se dožívají věku nad dvacet let; odhaduje se, že největší jedinci mohou být staří až 80 let.

### Dorozumívání
Tereky velké se navzájem dorozumívají širokou škálou různých pisklavých zvuků. Toto zvláštní společné dorozumívání je zjišťováno hlavně v období hnízdění u migrujících samic, a také  když svolávají vylíhnutá mláďata.
Během výzkumu 2009–2011 bylo zaregistrováno šest typů zvuků. Ty byly zaznamenány v různých situacích: během migrace, před vyhříváním, v noci při hnízdění a ve vodě po vyhnízdění. Během líhnutí vydávají samice zvuky, jimiž mláďata svolávají; po určitou dobu setrvávají společně v zaplaveném lese. 

## Ohrožení
Tereka velká má velký areál rozšíření a dlouho byla považována za málo dotčený druh, jak ji označila zpráva Mezinárodního svazu ochrany přírody (IUCN) v roce 1996. Od té doby však její stavy drasticky poklesly, jak uvádí návrh zprávy skupiny specialistů Komise pro přežití druhů IUCN z roku 2011, který doporučuje přehodnocení na kriticky ohrožený druh. Vedle pomalého dospívání je příčinou hlavně lov, sběr vajec, znečištění, ztráta biotopů a stavba přehrad, jejichž nádrže zaplavují hnízdní pláže. Některé státy přijaly zákony na ochranu tohoto druhu a jeho hnízdních stanovišť. V Brazílii je chráněno 54 hnízdních pláží. I přes různá opatření nelegální lov a sběr vajec pokračují. Tereky nejsou loveny jen pro maso, ale i k využití v tradiční medicíně.